# اندیس اسحاق‌آباد
اسحاق آباد یک اندیس مصالح ساختمانی است که در حوالی شهر کاشان استان اصفهان قرار دارد و مادهٔ معدنی موجود در آن، گرانیت است.  